# Paštika Terrine

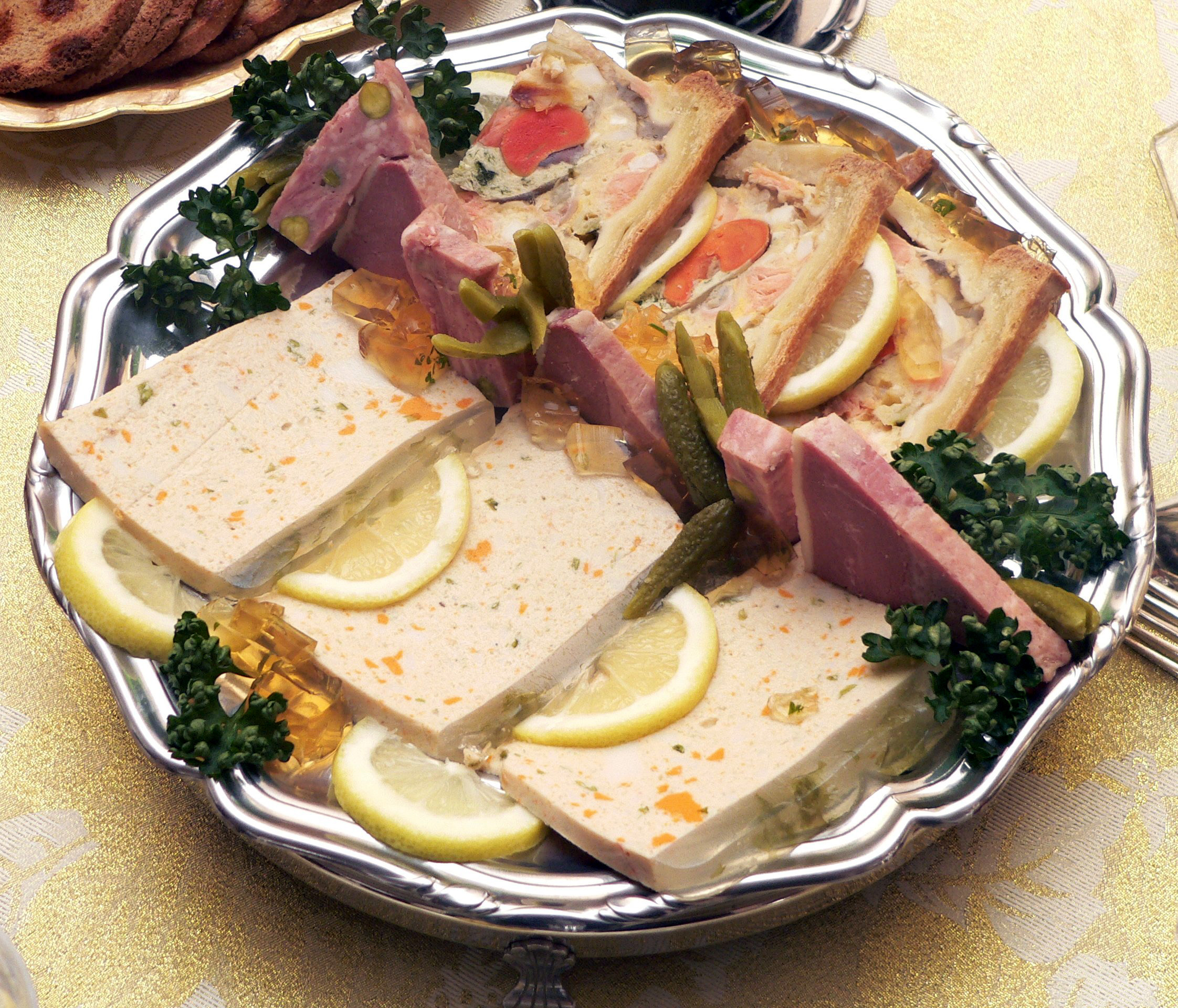
Terrine

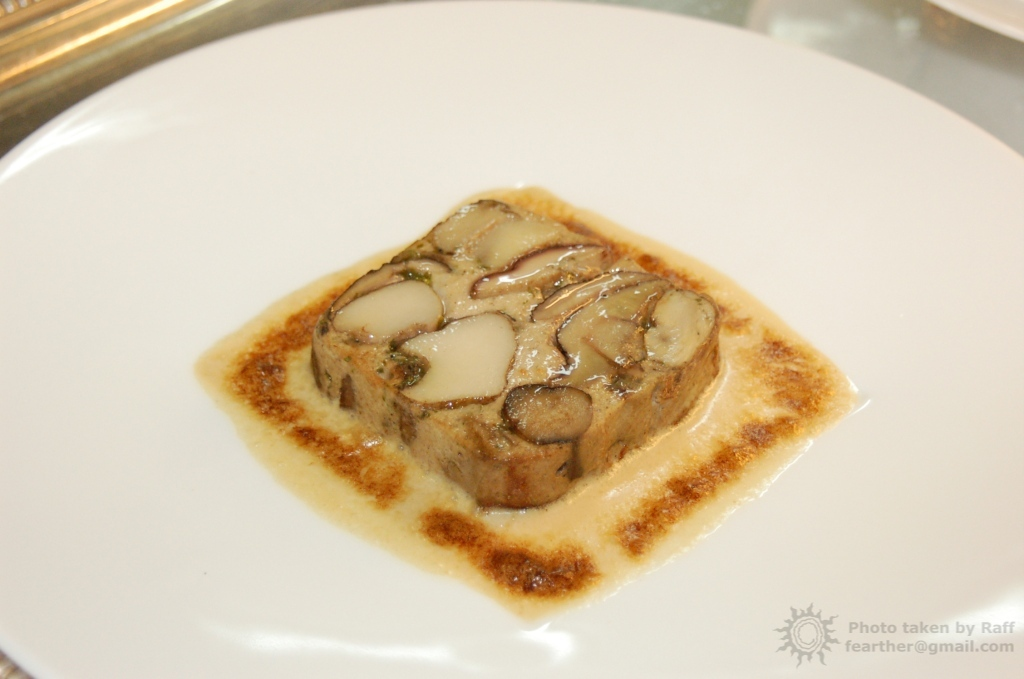
Terrine z hub

Paštika Terrine je tradiční francouzský pokrm. Jedná se o paštice podobný bochník připravovaný z mletého vepřového či rybího masa a aspiku. Někdy je vepřové nahrazeno zvěřinou, především bažantím či zaječím masem. Terrine se tradičně se připravuje v keramické nádobě nazývané terrine ve vodní lázni.  Toto jídlo se obvykle podává studené, nebo zahřáté na pokojovou teplotu.

## Moderní úpravy receptu
Moderní terrine nemusí nutně obsahovat maso ani živočišný tuk. U alternativních podob se však klade důraz na zachování masité textury, čehož se dosahuje použitím hub či zeleniny s vysokým obsahem pektinu.
Ani keramická nádoba už není nezbytná. Terrine se často připravuje ve formách z nerezové oceli, hliníku, litiny či odolných plastů.